# Morte di Sofonisba
La morte di Sofonisba, noto anche come La Sofonisba di Pittoni, è un dipinto a olio su tela (165 x 214 cm) realizzato tra il 1716 e il 1720, dal pittore italiano Giambattista Pittoni.

## Storia
Il dipinto è stato realizzato a Venezia tra 1716 e il 1720, è esposto nella collezione permanente delle Museo Puškin delle belle arti di Mosca acquistato per il museo Hermitage dal violoncellista di Corte G. Dal Olio a S. Pietroburgo nel 1773, conservato poi nel Tauride Palace, messo all'asta per decisione dello Tsar Nicola I dal Hermitage nel 1854, entra nella collezione di E.T. Zarudnoi-Cavos, viene riacquistato dal Hermitage nel 1918, e poi trasferito al Puskhin Musuem nel 1930.
L'opera ad esso collegata in coppia è "Semiramida" nella collezione di Nikaelov a Parigi. Come per l'opera maestosa del Pushkin Museum, Semiramida fu comprato nel 1853. Uno schizzo o piccola replica dell'opera Sofonisba di Mosca è presente nel Museo di Dresda da cui fu comprato nel 1723.

## Descrizione

### Storicità
L'opera ritrae il suicidio di Sofonisba che si fa assistere dalla sua ancella Erminia a cui affida il figlio. Sofonisba muore per amore, figlia del generale cartaginese Asdrubale e sposa di Siface, re della Numidia, che dopo la vittoria dei Romani a Zama cade prigioniera di Masinissa, re dei Massili. 
Questi ama la giovane e la sposa all'insaputa dei Romani, ma Scipione lo costringe in seguito a considerare Sofonisba come una schiava e lui procura alla moglie del veleno, affinché lei possa uccidersi. 
La protagonista Sofonisba è presentata come una vera eroina tragica, ricorda in parte Didone, anche lei suicida per l'abbandono dell'amato Enea ed essa pure legata affettivamente alla sorella Anna che nel libro IV dell'Eneide svolgeva il ruolo ricoperto qui da Erminia (con la differenza che Anna giungeva quando Didone si era già trafitta con la spada, Erminia invece assiste Sofonisba dopo che ha assunto il veleno). La triste vicenda di Sofonisba ispirò vari scrittori prima e dopo il Cinquecento, a cominciare da Petrarca che alla donna dedicò alcune pagine dei Trionfi (Tr. Cup., II, 79 ss.) e del poema Africa, ambientato proprio durante la seconda guerra punica (la donna è tra i protagonisti del libro V); in epoche successive Sofonisba fu al centro delle omonime tragedie dello scrittore francese Jean De Mairet (1634) e di Vittorio Alfieri (1789).